# Мария Франциска Пяти Ран Господних
Святая Мария Франциска Пяти Ран Господних (итал. Maria Francesca delle Cinque Piaghe), в миру — Анна Мария Роза Николетта Галло (итал. Anna Maria Rosa Nicoletta Gallo, 25 марта 1715, Неаполь — 6 октября 1791, Неаполь) — итальянская монахиня из Третьего ордена францисканцев.

## Жизнь
Родилась в семье Франческо Галло и Барбары Басинсин в испанском квартале Неаполя, квартале красных фонарей, где до сих пор сохраняется высокий уровень преступности. Согласно преданию, другой святой — иезуит Франциск де Джеронимо — ещё в младенчестве предсказал девочке будущую святость. Когда Галло было шестнадцать лет, отец попытался заставить дочь выйти замуж за состоятельного молодого человека, который просил её руки. Она отказалась и попросила разрешения присоединиться к Третьему ордену францисканцев, чтобы вести монашескую жизнь при этом оставаясь дома. Монах, отец Теофил, помог девушке получить разрешение её отца вступить в орден.
Галло принесла обеты 8 сентября 1731 года и облачилась в монашескую одежду, что было необычной практикой для терциария в то время. Она также стала взяла монашеское имя Мария Франциска Пяти Ран Господних в знак преданности Пресвятой Богородице, Франциску Ассизскому и Страстям Христовым. Жить она продолжила со своей семьёй.
Её духовным наставником был францисканский монах Иоанн Иосиф Креста, а духовником — варнавитский священник Франциск Ксаверий Бьянки. Среди соседей Мария Франциска прославилась благотворительной деятельностью и помощи бедным. Она проводила долгие часы в молитвах и созерцании.
В 1753 году вместе с другой францисканкой-терциарием Марией Феличе небольшую обитель, принадлежавший священнику Джованни Пессири, который стал их духовным наставником. Две женщины занимали второй этаж, спали на полу, а священник жил этажом выше. Именно там она получила стигматы и вынуждена была носить перчатки, чтобы защитить раны на руках во время работы. Мария Франциска терпеливо переносила многочисленные физические недуги и духовные испытания. Также у неё были видения архангела Рафаила, который исцелил её от некоторых недугов.

## Почитание
Беатифицирована 12 ноября 1843 года папой Григорием XVI, канонизирована 29 июня 1867 года папой Пием IX.
День памяти — 6 октября.